# Andreu Casadevall
Andreu Casadevall Guinart (nacido en Santa Coloma de Gramanet, Barcelona el 1 de enero de 1962) es un entrenador de baloncesto español que actualmente es el coordinador del área masculina de la cantera de Valencia Basket.

## Trayectoria
- 1980-1987 : CB Santa coloma (categorías inferiores)
- 1987-1989 : CB Santa Coloma (1ªB)
- 1989-1990 : CajaBadajoz (1ªB)
- 1990-1993 : Ferrys Llíria Ascenso ACB
- 1993-1994 : Dyc Lugo (ACB)
- 1994-1996 : Club Baloncesto Peñas Huesca (ACB)
- 1996-1997 : Baloncesto Fuenlabrada (ACB)
- 1998-2001 : CB Lucentum Alicante (LEB) Ascenso ACB
- 2001-2002 : CB Ciudad de Huelva (LEB)
- 2002-2004 : Leche Río Breogán (ACB)
- 2005-2007 : Lleida Bàsquet (LEB Oro)
- 2008-2015 : CB Tizona Burgos (LEB Oro) (Ascenso ACB 2012-2013 /2013-2014 / 2014 2015)
- 2015: CB San Pablo Burgos (LEB Oro)
- 2015-2017 : Tecnyconta Zaragoza (ACB)
- 2017-Actualidad: Coordinador de la cantera de Valencia Basket.

## Palmarés
- Consigue el ascenso del CB Llíria a Liga ACB en la temporada 1990-91.
- Campeón de la LEB con el CB Lucentum Alicante en la temporada 1999-2000, logra el ascenso a la Liga ACB.
- Campeón de la LEB Oro con el Club Baloncesto Atapuerca en la temporada 2012-2013 2013-2014, 2014-2015, logra el ascenso a la Liga ACB.